# Gennes-Longuefuye
Gennes-Longuefuye es una comuna nueva francesa situada en el departamento de Mayenne, de la región de Países del Loira.

## Historia
Fue creada el 1 de enero de 2019, en aplicación de una resolución del prefecto de Mayenne de 14 de noviembre de 2018 con la unión de las comunas de Gennes-sur-Glaize y Longuefuye, pasando a estar el ayuntamiento en la antigua comuna de Gennes-sur-Glaize.

## Demografía
Según los datos aportados en la resolución del prefecto de Mayenne, la comuna se crea con 1350 habitantes.

## Composición
| Comuna fusionada  | Código INSEE | Población (2016) | Superficie (km²) | Densidad (hab./km²) |
| ----------------- | ------------ | ---------------- | ---------------- | ------------------- |
| Gennes-sur-Glaize | 53104        | 991              | 25.97            | 38                  |
| Longuefuye        | 53138        | 337              | 14.32            | 24                  |